# Ocelotes de la Universidad Autónoma de Chiapas
Los Ocelotes de la UNACH, también conocido simplemente como Ocelotes, fue un equipo de fútbol profesional que jugó en la Ciudad de San Cristóbal de las Casas en el estado de Chiapas, participó en la Segunda División de México. En junio de 2019, el equipo desapareció, para ceder su lugar a un cuadro filial del club Cafetaleros de Chiapas.
Anteriormente jugó en Tapachula pero con la llegada de los Cafetaleros de Tapachula del Ascenso MX, el club decidió mudarse a San Cristóbal de las Casas.

## Historia
El Club surge en verano de 2002 cuando la Universidad Autónoma de Chiapas decide crear un equipo para tener un representativo en el futbol mexicano y para fomentar el deporte entre los jóvenes. Pero sería hasta el torneo Apertura 2003 cuando debutó en la segunda división profesional. En los años 2005, 2006 y 2007 ocelotes se mantendría a media tabla, sin aspirar a la liguilla, pero lejos del descenso.

### Torneo Clausura 2007
En este torneo, Ocelotes estaría muy cerca de calificar a la liguilla por primera vez. Tenía 14 puntos, y era la penúltima jornada. Pero enfrente tenían a Pioneros de Cancún, que no tuvo piedad y ocelotes perdió en su propio territorio 0-2. Y en la última jornada perdió con Guerreros de Tabasco. Con esto se quedó tan cerca y tan lejos de la liguilla.

### Torneo Apertura 2008
Para este torneo, la segunda división cambiaria su formato de juego, incrementando el número de equipos y agregando jornadas interzonas, y el nombre también cambio, llamándose Liga Premier de Ascenso. Ocelotes empezaría el torneo con 5 derrotas consecutivas. Después de eso consiguió su primer punto en su visita al ECA Norte 2-2. Y después el equipo ganó 2 juegos consecutivos por el mismo marcador: 3-2 a Reboceros de la Piedad y Tecamachalco. Pero la visita a la Universidad del Fútbol los devolvió a la realidad y los humillo 1-8. Julio César del Valle renunciaria después de un empate como local 1-1 con Atlético Tapatío. El elegido sería Mario Ochoa Ayala, quien, aunque no logró calificar al equipo, consiguió 3 victorias como local (Dorados UACH 3-0, Cuautitlán 4-2 y Pioneros de Cancún 3-2). Aun así, el equipo tendría un nuevo reto: salvarse del descenso a tercera división, pues solo obtuvo 19 puntos en 17 juegos.

### Torneo Clausura 2009
En este torneo, el equipo empezaría bien, empatando con Albinegros de Orizaba 1-1 y ganando a Estudiantes de Altamira 3-1. Pero se cayó y sufrió 9 derrotas consecutivas, entre las que destacan las derrotas en casa ante Zacatepec 1-2 y ECCA Norte 0-4. La directiva mantuvo en la dirección técnica a Mario Ochoa Ayala. En la jornada 12 Ocelotes derrotó 1-0 a Pumas Naucalpan, sin embargo, cometió una infracción al reglamento y le fue acreditado un 0-2 en contra. La racha de derrotas acabaría en la jornada 13 empatando de visita con Cuautitlán 3-3. Ganarían otra vez en la jornada 15 a Búhos de Hermosillo 3-2. Al final, el equipo se salvaría del descenso ganando en casa a Tiburones Rojos de Córdova 2-0. Este ha sido el peor torneo en la historia del club, obteniendo 14 unidades en 17 juegos.

### Torneo Apertura 2009
En este torneo Ocelotes permanecería en los últimos lugares de la tabla, pero lejos de zona de descenso.Destaca el primer triunfo ante Inter Playa del Carmen 1-0. También le lograron empatar a la Universidad del Fútbol 3-3. Golearon 5-2 a Albinegros de Orizaba. pero fueron goleados por Potros UAEM 0-7 y Tiburones Rojos de Córdova 0-6. Mario Ochoa Ayala fue destituido en la antepenúltima jornada, y en su lugar entraría Alfonso Rendón. El equipo obtuvo al final 15 unidades en 13 juegos.

### Torneo Bicentenario (Clausura) 2010
Ocelotes de la UNACH calificó a la liguilla por primera e histórica ocasión, en los 35 años de historia de la UNACH, con 24 unidades en 13 juegos, de la mano de Alfonso Rendón. un torneo que comenzó con 2 derrotas consecutivas ante Inter Playa del Carmen y Atlético Tapatío. el equipo consiguió después 2 victorias importantes ante Tecamachalco 2-1, y San Juan del Río 1-0 en la jornada interzonas. después tropezaria con 2 empates y 2 derrotas pero en la jornada 9 vencería a Pumas Naucalpan por 1-0, lo cual se combinaría con un triunfo en la mesa sobre Cuervos Negros de Zapotlanejo, que fue desafiliado (3-0). después siguió Lagartos Oaxtepec (3-2), Albinegros de Orizaba (1-0 de visita), y concluyeron su excelente racha goleando en el estadio olímpico de Tapachula a Cuautitlán por marcador de 10-0 calificando en 9 lugar de la tabla general. No obstante, en la liguilla, se enfrentarían a Búhos de Hermosillo en los octavos de final, perdiendo en Tapachula por 3-6, y de visita 0-2.

### Torneo Independencia (Apertura) 2010
El torneo lo comenzarían bien, ganando al Tiburones Rojos de Córdova 4-0 y Club Deportivo Lozaro 1-0. pero en la jornada 3 perderían de visita 1-6 ante Atlético Tapatio, lo cual generaba dudas sobre el alcance del equipo. regresarían a la senda de la victoria goleando 4-0 a Pumas Naucalpan. en la jornada 5 subestimaron a Cuautitlán (aquel al que golearon el torneo anterior) y este les empató en el último minuto 2-2. después de descansar en la jornada 6, en la 7 fue humillado por Tecamachalco 0-7. entonces ocelotes empezó a quedar al borde de la eliminación. parecía que volvían a la vida después de derrotar 2-1 a Titanes de Tulancingo, y 1-0 a Patriotas de Córdova. pero cuando jugaron con Potros UAEM les empataron en el último minuto 2-2, en donde jugadores estrellas como Edgar Marini, Ubael García, y Aaron Silva fallaron muchas oportunidades. perderían ensegunda de visita ante Guerreros de Acapulco 0-1. ganarían a Albinegros de Orizaba 1-0, con lo que cerraban el torneo como local invictos (4 victorias y un empate). pero en la última jornada, su archirrival Inter Playa del Carmen les ganó 1-0. una derrota dolorosa, pues inter playa no venía jugando bien, y ocelotes solo necesitaba mínimo el empate para avanzar a octavos de final. Ocelotes terminó con 21 puntos en 12 juegos, uno menos que Inter Playa del Carmen que tomo su lugar en la fiesta grande.

### Torneo Revolución (Clausura 2011)
Este torneo Ocelotes perdería nivel, por lo que no aspiró a liguilla, pero su buen torneo anterior le permitió estar alejado del descenso. A medio torneo después de jugar contra Titanes de Tulancingo, estrenarían técnico (Carlos Cuevas). Entonces Ocelotes mejoró, y tras 7 jornadas sin ganar, por fin ganaron en casa 3-2 a Patriotas de Cordova. Otra victoria más contra Guerreros de Acapulco (1-0), sería lo poco que lograría en este mal torneo. Al final solo consiguió 13 puntos en 12 juegos

### Torneo Apertura 2011
Ocelotes se reforzó con nuevos jugadores, siendo el más destacado Emmanuel Malacara, así como nuevo DT (Juan Alvarado Marín), y entonces mostró mejoría, al menos jugando como local. Pero solo ganó 4 juegos y aunque empató varios partidos no le alcanzó y al final, tras perder contra Guerreros de Acapulco en casa, se quedó con las ganas de ir a su segunda liguilla. Ocelotes terminó en la posición 11, con tan solo 20 pts.

### Torneo Clausura 2012 y Segunda Liguilla
La liguilla regresaba a Tapachula. Nadie se imaginaba que este sería un nuevo comienzo de un equipo que ahora buscaría el ascenso. El regreso de Edgar Félix, así como el buen momento de Ubael García y Edgar Marini, harían que este equipo se colara a la liguilla, ganando sus 7 últimos juegos de forma consecutiva, y regresando como DT a Carlos Cuevas. En octavos de final Ocelotes no pudo con Orizaba y quedó eliminado tras un empate global a 2, favoreciendo al equipo mejor colocado en la tabla.

### Apertura 2012 y la tercera liguilla
Para esta temporada la Segunda División permitiría a los clubes traer a 2 refuerzos extranjeros, por lo que a Ocelotes llegó el colombiano Diego Calderón Caicedo, quien junto con el goleador Edgar Félix, consiguieron que Ocelotes Mantuviera el invicto en casa, derrotando a equipos importantes , como al Inter Playa 4-1, lo que loimpulsó a su tercer liguilla donde se midió en octavos a UAEM, ganándole en el global 2-0 y así dando un paso importante a cuartos de final, donde sucumbieron ante Coras Tepic, tras un empate global a 2 y avanzando los de Nayarit por mejor posición en la tabla.

### Clausura 2013 y la cuarta liguilla
Con el mismo plantel del torneo anterior, más las incorporaciones de Jonathan Gil, Mauricio Moreno y Juan Treviño, ocelotes volvería a tener liguilla, gracias a sus 23 puntos y se enfrentarían en octavos a Delfines del carmen, ganando el global 4-3. pero en cuartos de final caerían ante Chivas Rayadas por global de 2-3.

### Apertura 2013 (quinta liguilla)
Acostumbrados ya a tener presencia en la fiesta grande, ocelotes trajo 2 nuevos refuerzos de origen brasileño: Waldenberg Messias y Murilo Damasceno, quienes acompañados por otros refuerzos, tales como Jonathan Ramón y Abraham Flores, le dieron continuidad al plan estratégico del DT Manuel Escobar, ganando todos sus partidos como local y apenas perdiendo solamente 2 juegos (ante Linces 2-3 y Inter Playa 0-1), lo que ponía a ocelotes entre los mejores de la segunda división. Pese a que la segunda división redujo el límite de equipos calificados a la liguilla de 8 a 4, Ocelotes sumó 33 puntos, siendo este su mejor torneo en la historia con una productividad de 2.3371. Ya en liguilla empezó desde cuartos de final derrotando en el global a Teca UTN por 5-4. después llegaría a la semifinal, pero sucumbió ante Loros de Colima por global de 1-4.

### Cambio de sede
En 2015 se creó un nuevo club en el Ascenso MX llamado Cafetaleros de Tapachula, que pasó a ocupar la sede los Ocelotes, por esto, el equipo debió abandonar Tapachula y trasladarse a la ciudad de San Cristóbal de las Casas en donde se establecieron en el Estadio Municipal de esa localidad. A partir del Apertura 2015 el equipo universitario comenzó a jugar en su nuevo campo. Entre el Apertura 2015 y el Clausura 2017, el equipo se mantuvo en la Liga Premier de Ascenso, pero no pudo trascender más allá.

### Cambio de categoría. Serie B
En 2017 la Segunda División sufrió una reestructuración, la categoría se dividió en dos series de acuerdo con la capacidad de los equipos participantes, Ocelotes UNACH fue recolocado en la Serie B, al no contar con un estadio adecuado para los requerimientos del Ascenso MX.

### Temporada 2018-2019
En esta temporada, el equipo siguió compitiendo en la Serie B, siendo dirigidos por Miguel Ángel Casanova. Finalizó la temporada regular en tercer lugar con 57 puntos producto de 15 victorias, 10 empates, cinco derrotas y dos puntos extra, con esto accedió a la fase de liguilla. En cuartos de final, los Ocelotes eliminaron a Ciervos con marcador global de 4-1. En semifinales, los Ocelotes fueron eliminados por el Deportivo Cafessa cayendo derrotados por marcador global de 1-3.

### Desaparición
Al finalizar la temporada 2018-19 la directiva logra un acuerdo con Cafetaleros de Chiapas, con este convenio los Ocelotes desaparecieron y se convirtieron en un nuevo equipo con sede en Tapachula pero siendo administrado y afiliado al cuadro de la capital. El nuevo equipo fue colocado en la Serie A y contaba con derecho a promocionar al Ascenso MX. En 2020 debido a la reestructuración del cuadro cafetalero, la escuadra surgida de los Ocelotes dejó de existir.

## Estadio
El Estadio Olímpico de Tapachula, se encuentra en la ciudad de Tapachula en Chiapas, se Inaugura el 10 de octubre de 1988; el partido inaugural fue América vs. Aurora (América 2 Aurora 0), tiene capacidad para 21,010 personas.

## Jugadores

### Mejores jugadores
- Edgar Marini
- Ángel Rodas
- Ubael García
- Diego Villaseñor
- Diego Calderón Caicedo

## Temporadas
| Año     | POS  | JJ | JG | JE | JP | GF | GC | DIF | PTS | PEX | PROM   | Fase alcanzada   |
| ------- | ---- | -- | -- | -- | -- | -- | -- | --- | --- | --- | ------ | ---------------- |
| A-2004  | 13º  | 13 | 2  | 2  | 9  | 7  | 20 | -13 | 8   | 0   | 1.0000 | No clasificó     |
| C-2005  | 13º  | 13 | 3  | 3  | 7  | 15 | 26 | -11 | 12  | 0   | 0.8333 | No clasificó     |
| A-2005  | 7º   | 11 | 6  | 0  | 5  | 19 | 14 | +5  | 18  | 0   | 1.6363 | No clasificó     |
| C-2006  | 5º   | 11 | 5  | 1  | 4  | 17 | 14 | +3  | 17  | 1   | 1.5454 | No clasificó     |
| A-2006  | 8º   | 10 | 3  | 2  | 5  | 16 | 22 | -6  | 11  | 0   | 1.1000 | No clasificó     |
| C-2007  | 8º   | 10 | 4  | 2  | 4  | 12 | 18 | -6  | 14  | 0   | 1.4000 | No clasificó     |
| A-2007  | 9º   | 12 | 3  | 2  | 7  | 19 | 32 | -13 | 11  | 0   | 0.9166 | No clasificó     |
| C-2008  | 11º  | 12 | 3  | 3  | 6  | 20 | 24 | -4  | 13  | 1   | 1.0833 | No clasificó     |
| A-2008  | 12º  | 17 | 5  | 3  | 9  | 26 | 41 | -15 | 19  | 1   | 1.1176 | No clasificó     |
| C-2009  | 14º  | 17 | 3  | 3  | 11 | 23 | 41 | -18 | 14  | 2   | 0.8235 | No clasificó     |
| A-2009  | 10.º | 13 | 4  | 2  | 7  | 23 | 35 | -12 | 15  | 1   | 1.1538 | No clasificó     |
| BC-2010 | 4º   | 13 | 7  | 2  | 4  | 29 | 17 | +12 | 24  | 1   | 1.8461 | Octavos de final |
| A-2010  | 6º   | 12 | 6  | 2  | 4  | 18 | 20 | -2  | 21  | 1   | 1.7500 | No clasificó     |
| C-2011  | 11º  | 12 | 2  | 4  | 6  | 13 | 20 | -7  | 13  | 3   | 1.0833 | No clasificó     |
| A-2011  | 11º  | 14 | 4  | 4  | 6  | 21 | 24 | -3  | 20  | 4   | 1.4285 | No clasificó     |
| C-2012  |      | 14 | 8  | 0  | 6  | 30 | 20 | +10 | 25  | 1   | 1.7857 | Octavos de final |
| Total   |      | 0  | 0  | 0  | 0  | 0  | 0  | 0   | 0   | 0   | 0      |                  |

| Apertura 2014 | 3.Segunda LPA     | 6o. Grupo II      |
| Clausura 2015 | 3.Segunda LPA     | 5o. Grupo II      |
| Apertura 2015 | 3.Segunda LPA     | 11o. Grupo III    |
| Clausura 2016 | 3.Segunda LPA     | 11o. Grupo III    |
| Apertura 2016 | 3.Segunda LPA     | 12o. Grupo III    |
| Clausura 2017 | 3.Segunda LPA     | 13o. Grupo III    |
| Apertura 2017 | 4.Segunda Serie B | 7o. Grupo II      |
| Clausura 2018 | 4.Segunda Serie B | 8o. Grupo II      |
| 2018/2019     | 4.Segunda Serie B | 3o. (Semifinales) |

## Máximos goleadores
| Ranking | Nacionalidad        | Nombre                 | Goles |
| ------- | ------------------- | ---------------------- | ----- |
| 1       | Bandera de México   | Edgar Marini           | 73    |
| 2       | Bandera de México   | Ubael García           | 42    |
| 3       | Bandera de México   | Edgar Félix            | 29    |
| 4       | Bandera de México   | Wilber Nataren         | 14    |
| 5       | Bandera de México   | Aaron Silva            | 11    |
| 6       | Bandera de Colombia | Diego Calderón Caicedo | 11    |

## Records
- Máxima goleada a favor: 10-0 a cuatitlan, en el clausura 2010.
- Máxima goleada en contra: 1-8 ante Universidad del Fútbol, en el torneo Apertura 2008
- Número de victorias consecutivas: 7, en el Clausura 2012 (UAEM 4-1, Cuautitlán 5-2, Cruz Azul Jasso 2-0, Tiburones Rojos de Córdova 2-1, Ballenas Galeana 3-0, Patriotas de Córdoba 3-0 y Oaxaca 3-2)
- mejor productividad: 33 puntos en 14 juegos = 2.3571 en el Apertura 2013
- Peor productividad: 13 puntos en 17 juegos = 0.7647 en el Clausura 2009
- Más goles a favor: 29, en el Bicentenario (Clausura) 2010
- Mejor defensiva: 10 goles recibidos, en el torneo Apertura 2013
- Máximo goleador: Edgar Marini con 58 goles
- Máximo goleador en un solo partido: Edgar Marini, con 5 goles en el clausura 2010 vs. Cuautitlán (10-0)
- Minutos sin recibir gol: 241 en el Clausura 2010 (desde el minuto 44 vs. ECCA Norte, hasta el minuto 14 vs. Búhos de Hermosillo)
- Más victorias en una temporada: 7 victorias (Clausura 2010).
- Jugador que anotó gol en más partidos consecutivos: Edgar Marini, 4 partidos (Clausura 2010).(desde Tecamachalco hasta Guerreros de Acapulco)